# 100年 (電影)
《100年：你永遠不會看到的電影》（英語：100 Years: The Movie You Will Never See）是一部2115年法國電影，由勞勃·羅里葛茲執導。《100年》預計於2115年11月18日上映。
約翰·馬克維奇與羅里葛茲於2015年11月宣布，他們與知名干邑白蘭地品牌路易十三共同製作電影，創造一個來自一瓶路易十三所需要的一百年的電影靈感。 2015年11月18日，馬克維奇和羅里葛茲釋出了三支不包含在正片内容的預告片，在當中，他們想像了從反烏托邦到高科技天堂的三種不同可能的未來。在電影首映前，電影將保存在一個高科技的防彈玻璃箱中，並於2115年11月18日首映。届時將會有一千名嘉賓（包括馬克維奇和羅里葛茲）會得以獲得觀影資格，並邀請他們的後裔參加。而電影的劇情仍處於保密狀態。
該片的保險箱於第69屆坎城影展和世界各地的某些城市展出，之後再放回到法國干邑的路易十三地下室保存著。

## 外部連結
- 互联网电影数据库（IMDb）上《100年》的资料（英文）
- 豆瓣电影上《100年》的資料 （简体中文）